# Heeria
Heeria  es un género de plantas con 59 especies,  perteneciente a la familia de las anacardiáceas.

## Taxonomía
El género fue descrito por Carl Meissner y publicado en Plantarum vascularium genera secundum ordines ... 1: 75. 1837. La especie tipo no ha sido designada.

## Especies
- Heeria arenophila
- Heeria argentea
- Heeria argyrochrysea
- Heeria aromatica
- Heeria aurantiaca
- Heeria axillare
- Heeria axillaris
- Heeria benguellensis
- Heeria cinerea
- Heeria concolor
- Heeria crassinervia
- Heeria cupheoides
- Heeria dekindtiana
- Heeria dinteri
- Heeria dispar
- Heeria elegans
- Heeria fulva
- Heeria gossweileri
- Heeria hereroensis
- Heeria honblei
- Heeria hypoleuca
- Heeria inermis
- Heeria insignis
- Heeria kassneri
- Heeria kwangoensis
- Heeria longifolia
- Heeria longipes
- Heeria macrostachya
- Heeria marginata
- Heeria melanophleos
- Heeria microphylla
- Heeria mildredae
- Heeria mucronata
- Heeria mucronifolia
- Heeria namaensis
- Heeria nigricans
- Heeria nitida
- Heeria pallida
- Heeria paniculosa
- Heeria procumbens
- Heeria pseudoverticillata
- Heeria pulcherrima
- Heeria pwetoensis
- Heeria rangeana
- Heeria rautaneniana
- Heeria reticulata
- Heeria robusta
- Heeria rosea
- Heeria salicina
- Heeria schinzii
- Heeria schoenlandiana
- Heeria stenophylla
- Heeria subtriplinervia
- Heeria uelensis
- Heeria undulata
- Heeria verticillata
- Heeria xylophylla